# Alexander Sibirjakow (Schiff)
Die Alexander Sibirjakow war ein mit 7,6-cm-Kanonen bewaffneter Eisbrecher und Forschungsschiff der Sowjetunion. 1932 gelang dem Schiff als erstem die  Fahrt durch die Nordostpassage ohne Überwinterung.

## Durchfahrt der Nordostpassage
Die erste Durchfahrt der Nordostpassage gelang dem Schiff 1932 unter Kapitän Wladimir Woronin (1890–1952) und Expeditionsleiter Otto Schmidt. Am 28. Juli 1932 ging das Schiff von Archangelsk aus in See, um über den Nördlichen Seeweg in direkter Fahrt Wladiwostok zu erreichen.
Da die Eisbrecherfahrt der Alexander Sibirjakow die prinzipielle Nutzbarkeit des Nördlichen Seeweges beweisen konnte, wurde der Dampfer Cheliuskin (auch: „Tscheljuskin“) am 12. Juli 1933 auf die Reise geschickt, um die Passierbarkeit dieser Route auch für gewöhnliche Handelsschiffe zu testen. Wie anspruchsvoll diese Seeroute ist, bewies das weitere Schicksal der Cheliuskin, als sie bei derselben Aufgabe am 13. Februar 1934 von den Eismassen in der Tschuktschensee zerdrückt wurde.
Die Sibirjakow hatte den nördlichen Seeweg in West-Ost-Richtung befahren; in umgekehrter Richtung bewältigte erstmals 1934 der Eisbrecher Fjodor Lütke unter Kapitän Nikolai Nikolajew (1897–1958) die Strecke in einer Schifffahrtsperiode.
Der Deutsch-Balte Ernst Krenkel war bei dieser Reise als Zweiter Funker dabei. Wegen der geringen Stationsdichte im hohen Norden der Sowjetunion hatte Krenkel Mühe, die geforderten regelmäßigen Positionsmeldungen an die potentiellen Empfänger weiterzuleiten.

## Untergang

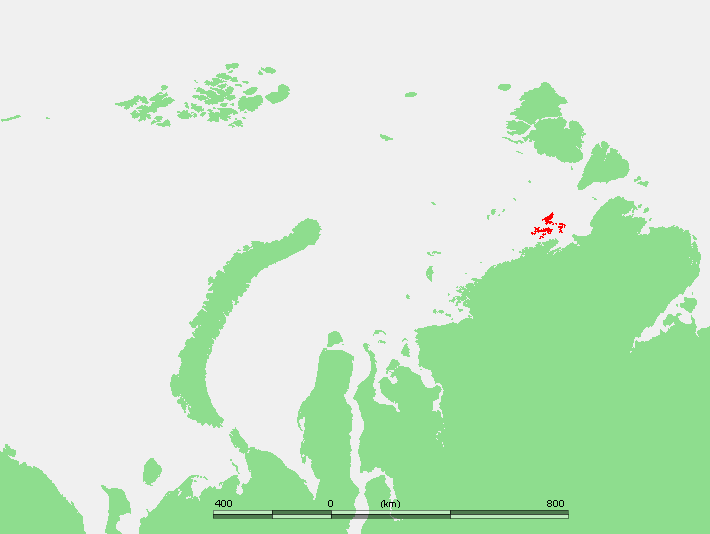
Die Alexander Sibirjakow wurde von der Admiral Scheer nordwestlich des Nordenskiöld-Archipel versenkt

Der Eisbrecher wurde am 27. August 1942 im Zuge des Unternehmens Wunderland vom deutschen Kreuzer Admiral Scheer versenkt.
Am 25. August 1942 traf der deutsche Kreuzer Admiral Scheer nordwestlich des Nordenskiöld-Archipel auf den allein fahrenden Eismeerfrachter Sibirjakow. Die Sibirjakow kam von Port Dikson und war dabei, Funkstationen auf einsamen Inseln zu installieren, um die Wettervorhersagen im Gebiet der Karasee zu verbessern.
Dieses Zusammentreffen mit der Alexander Sibirjakow als einzeln fahrendem Schiff gefährdete den gesamten Operationsplan des Unternehmens Wunderland, da er auf der völligen Geheimhaltung der Anwesenheit der Admiral Scheer in diesen Gewässern beruhte. Von Bord der Sibirjakow wurde per Funk mehrmals die Identität des fremden Kriegsschiffs angefragt, denn der Schiffsführung war bekannt, dass es in diesen Gewässern keine Kriegsschiffe der damals noch sehr kleinen sowjetischen Nordflotte gab. Von der Admiral Scheer wurde als Täuschung mit Lichtsignalen Tuscaloosa geantwortet. Der Name gehörte dem US-amerikanischen schweren Kreuzer Tuscaloosa, der einige Zeit zuvor in Archangelsk vor Anker gegangen war. Das deutsche Schiff setzte die US-Flagge und es zeigte der Sibirjakow nur den Bug des Schiffes, um eine Identifizierung zu erschweren. Man ersuchte die Sibirjakow, den Funk nicht weiter zu benutzen und insbesondere den Funkverkehr mit Port Dikson einzustellen. Die Kommunikation zwischen Schiffen in Sichtweite erfolgte damals üblicherweise mit Flaggen- oder Lichtsignalen. Die Aufforderung zur Unterbrechung des Funkverkehrs mit Port Dikson war jedoch sehr ungewöhnlich. Auf der Sibirjakow blieb man äußerst misstrauisch und wollte einer Begegnung mit dem Kriegsschiff aus dem Weg gehen. Die Sibirjakow steuerte deshalb eine Inselgruppe an, um dort Schutz zu finden. Die Admiral Scheer war jedoch mehr als viermal so schnell und schnitt ihr den Weg ab. Sie hisste die deutsche Reichskriegsflagge und eröffnete das Feuer.
Die erste Salve war hoch gezielt und riss die Funkantennen herunter. Ziel des Angriffs war die Enterung eines intakten sowjetischen Schiffs, um Unterlagen über das Eisverhalten und Schiffskarten über zukünftige Ziele im Nordpolarmeer zu erbeuten. Dem Parteisekretär der Alexander Sibirjakow gelang es unter Beschuss, den Antennenmast zu erklimmen und eine provisorische Antenne zu installieren. Über sie konnte der Funker einen Notruf an Port Dikson absetzen. Er wollte den Hafen und alle Schiffe im Eismeer vor dem deutschen Kriegsschiff warnen. Dem Funker gelang es nicht mehr, eine Bestätigung von Port Dikson zu empfangen.
In dem kurzen Gefecht mit der weit überlegenen Admiral Scheer wurde die nur provisorisch mit hoffnungslos unterlegenen kleinen Landgeschützen bewaffnete Sibirjakow sehr schnell schwer beschädigt und manövrierunfähig. Die provisorischen Geschütze der Sibirjakow waren nur dazu geeignet angreifende U-Boote zu verjagen, sie taugten jedoch nicht zum Gefecht mit einem schweren Kreuzer. Die Panzerung des Gegners Admiral Scheer betrug zwischen 3 cm (Deck) und 14 cm (Frontpanzerung) Panzerstahl. Den sechs 28-cm-Kanonen hatte der alte Frachter Sibirjakow nichts auch nur annähernd Gleichwertiges entgegenzusetzen.
Durch das Geschützfeuer der Admiral Scheer wurden viele Besatzungsmitglieder und Zivilisten auf dem Eisbrecher getötet. Die Lage wurde aussichtslos und die Besatzung öffnete die Bodenventile, bevor das Schiff geentert werden konnte. So konnte die sowjetische Besatzung verhindern, dass wichtige Navigationsunterlagen und Forschungsergebnisse in die Hände der Deutschen gelangten. Die Besatzung versuchte, in die verbliebenen Boote zu gehen, jedoch waren durch den Beschuss fast alle zerstört. Der Funker trug den schwerverwundeten Kapitän, der an Bord bleiben wollte, in eines der Rettungsboote.
Die etwa 20 Überlebenden der 105 Besatzungsmitglieder und Zivilisten von Bord der Sibirjakow, darunter Frauen und Kinder, aus dem einzigen erfolgreich zu Wasser gelassenem Rettungsboot wurden von dem Angreifer Admiral Scheer an Bord genommen. Auf die im Wasser treibenden Menschen wurde von einer Barkasse der Admiral Scheer aus das Feuer eröffnet. Sie wurden alle von der Besatzung der Admiral Scheer getötet. Einziger Überlebender war Pawel Wawilow, der sich zusammen mit dem Bordhund auf eine Insel des Belucha-Archipels retten konnte. Da er mit den extremen Bedingungen des Nordens vertraut war, gelang es ihm, auch ohne Hilfsmittel über einen Monat lang bis zu seiner Rettung am 28. September am Leben zu bleiben.
An Bord der Admiral Scheer verweigerten die Gefangenen die Aussage. Keiner wollte je in Port Dikson gewesen sein und angeblich waren unter den Geretteten keine Offiziere, Steuermänner oder Funker. Noch bevor die Überlebenden an Bord genommen wurden, trafen Funksprüche aus Port Dikson ein, welche die sowjetischen Handelsschiffe vor dem deutschen Kriegsschiff warnten. Die sowjetischen Konvois drehten daraufhin alle sofort auf Nordkurs ab, was man an Bord der Admiral Scheer durch Funkpeilung recht schnell erkennen konnte. Die großen sowjetischen Eisbrecher brachten die Konvois in das für sie verhältnismäßig ungefährliche Treibeis, wohin ihnen die Admiral Scheer und auch die U-Boote nicht folgen konnten. Durch das Zusammentreffen mit dem Eisbrecher Alexander Sibirjakow begann das „Unternehmen Wunderland“ der Kriegsmarine zu scheitern.
Die Gefangenen der Sibirjakow, unter denen sich unter anderen der Kapitän Anatoli Katscharawa, der Parteisekretär Sarajew und der Funker Scharschawin befanden, wurden nach Kiel transportiert. Über diverse Zwischenlager wurden sie schließlich im KZ Stutthof 37 km östlich von Danzig interniert. Hier wurde der Funker durch Preisgabe seiner Identität von einem Besatzungsmitglied eines anderen Schiffes an die Gestapo verraten. Der Funker widerstand allen Verhören und wurde zwei Monate vor der Befreiung des Lagers durch sowjetische Panzertruppen erschossen. Der Kapitän und viele der anderen Gefangenen überlebten die KZ-Haft. Sie fuhren nach dem Krieg wieder im Nordpolarmeer auf verschiedenen Schiffen.

## Schiff
Der Dampfer Sibirjakow war 1908 als Walfänger in Schottland gebaut worden. Er wurde 1914 von Russland erworben. Das Schiff wurde nach dem russischen Polarforscher Alexander Sibirjakow benannt und hatte 1.348 BRT. Es war dampfgetrieben und wurde als Eismeerfrachter eingesetzt.
Das deutsche Nachrichtenmagazin Der Spiegel berichtete 1960, dass der Eisbrecher bis zu diesem Zeitpunkt bei Lloyd’s im Register geführt wurde. Grund war ein formeller Fehler von Lloyds.